# Bothrops venezuelensis
Espèce
Synonymes
- Bothrops pifanoi Sandner & Romer, 1961

Bothrops venezuelensis est une espèce de serpents de la famille des Viperidae.

## Répartition
Cette espèce est endémique du Venezuela.

## Description
C'est un serpent venimeux.

## Étymologie
Son nom d'espèce, composé de venezuel[a] et du suffixe latin -ensis, « qui vit dans, qui habite », lui a été donné en référence au lieu de sa découverte.

## Publication originale
- Sandner-Montilla, 1952 : Serpientes Bothrops de Venezuela. Monogr. Cient. Inst. Terap. Exper. Lab. "Veros" Bogotá, n. 9, p. 1-4.